# Hameldon Hill
Hameldon Hill är ett berg i Storbritannien. Den ligger i grevskapet Lancashire och riksdelen England, i den centrala delen av landet, 290 km nordväst om huvudstaden London. Hameldon Hill ligger 401 meter över havet.
Terrängen runt Hameldon Hill är platt västerut, men österut är den kuperad. Hameldon Hill ligger uppe på en höjd.Runt Hameldon Hill är det tätbefolkat, med 550 invånare per kvadratkilometer. Närmaste större samhälle är Blackburn, 12,6 km väster om Hameldon Hill. Trakten runt Hameldon Hill består i huvudsak av gräsmarker.